# ماريو بركلياتشا
ماريو بركلياتشا (بالكرواتية:Mario Brkljača) (مواليد 7 فبراير 1985 في زغرب - يوغوسلافيا) لاعب كرة قدم كرواتي يلعب حاليا لصالح نادي الدرجة الأولى كالياري الإيطالي منذ 2009 في مركز الوسط المحوري .

## روابط خارجية
- ماريو بركلياتشا على موقع اتحاد كرواتيا (الكرواتية)
- ماريو بركلياتشا على موقع إي إس بي إن إف سي (الإنجليزية)
- ماريو بركلياتشا على موقع قاعدة بيانات كرة القدم.إي يو (الإنجليزية)
- ماريو بركلياتشا على موقع Soccerway.com (الإنجليزية)
- ماريو بركلياتشا على موقع عالم كرة القدم.نت (الإنجليزية)